# Sabine Laruelle
Sabine Laruelle (Hoei, 2 de junio de 1965) en una política belga del partido MR.
Laruella era desde el verano de 2003 hasta el otoño de 2007 ministra del segundo gobierno de Verhofstadt. Desde el 21 de diciembre de 2007 es ministra de Economía y Agricultura en el tercer gobierno de Verhofstadt. A partir del 23 de marzo de 2008 es ministra de Pymes, Autónomos, Agricultura y Política Científica. 
- Datos: Q508073
- Multimedia: Sabine Laruelle / Q508073